# Hoàng Nghĩa Phú
Hoàng Nghĩa Phú (chữ Hán: 黃義富, 1479 hay 1480 - ?), người xã Mạc Xá (Danh sách trạng nguyên chép là Lương Xá), huyện Chương Đức, phủ Ứng Thiên (nay là huyện Chương Mỹ, Hà Nội) sau chuyển sang ở xã Đan Khê, huyện Thanh Oai, phủ Ứng Thiên (nay là làng Đa Sĩ, phường Kiến Hưng, quận Hà Đông, thành phố Hà Nội).
Hoàng Nghĩa Phú đỗ trạng nguyên khoa Tân Mùi, niên hiệu Hồng Thuận thứ 2 (1511), đời Lê Tương Dực. Ông làm quan đến tham tri chính sự, kiêm Đô ngự sử. Lúc mất, ông được phong làm phúc thần.